# Acanthocephaloides delamuri
Acanthocephaloides delamuri is een soort haakworm uit de familie Arhythmacanthidae. De wetenschappelijke naam van de soort werd voor het eerst geldig gepubliceerd in 1989 door Parukhin als Yamagutisentis delamuri.